# Verhoor (ondervraging)

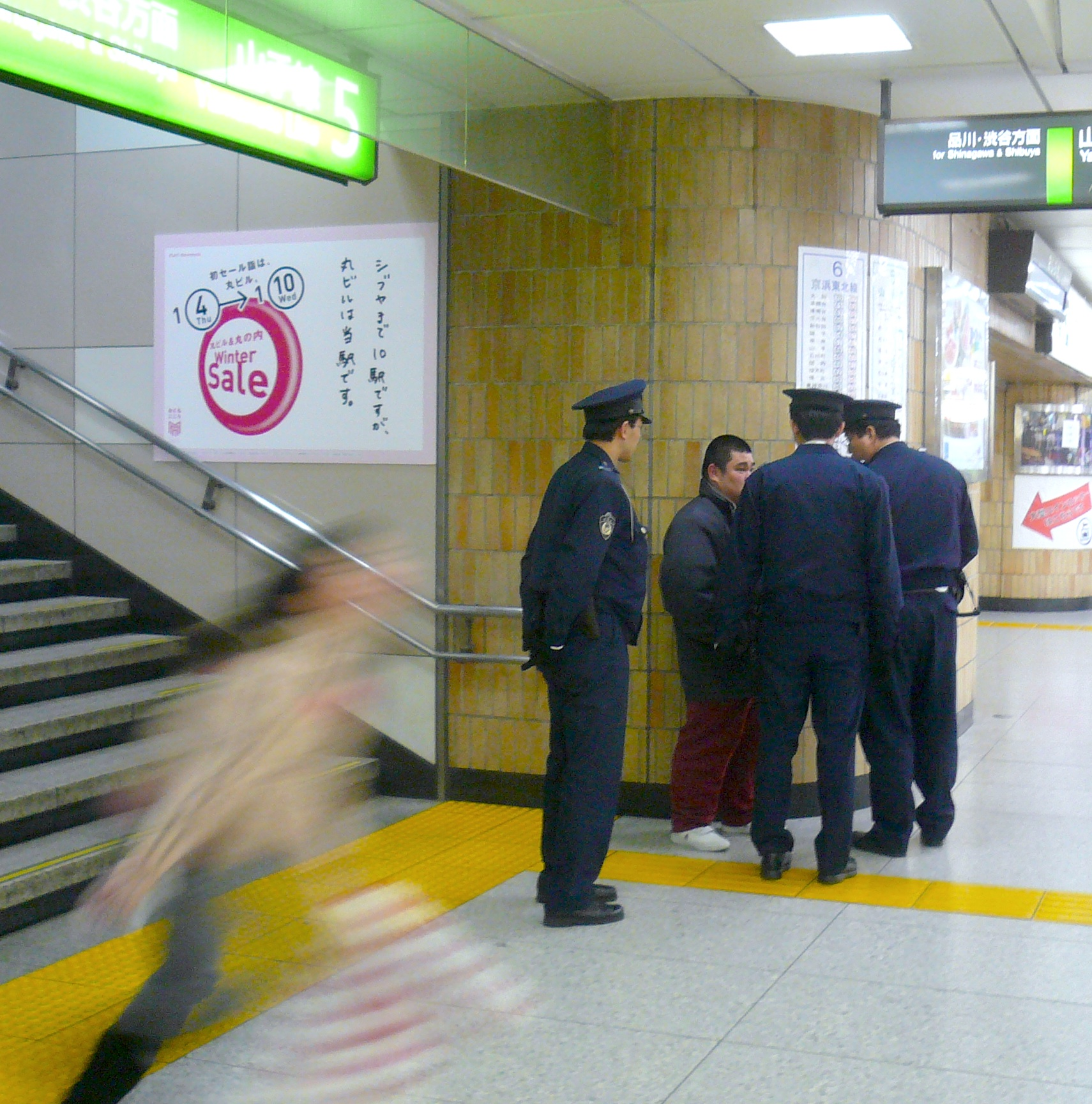
Politie ondervraagt man in Japans spoorwegstation

Een verhoor, ook wel ondervraging of interrogatie, is een onderzoek waarbij een verdachte of getuige door een functionaris van politie of justitie ondervraagd wordt. Bij een kruisverhoor worden van verschillende kanten vragen gesteld. Het doel van een verhoor is om meer informatie te verkrijgen. Bij verdenking van een misdrijf kan het een middel zijn om tot bewijs te komen en zo leiden tot een bekentenis door de verdachte. 
Een verdachte kan zich in de meeste landen beroepen op het zwijgrecht. Dat geldt niet voor een getuige: hij wordt beëdigd en mag alleen zwijgen als hij beroepsgeheim of verschoningsrecht heeft.
Er bestaan verschillende verhoormethoden, zoals good cop/bad cop en de Zaanse verhoormethode. Ook kan een verdachte onder druk gezet worden om een valse bekentenis af te leggen, bijvoorbeeld door middel van marteling of chantage. Mensenrechtenorganisaties proberen landen waar dit soort verhoor toegepast wordt aan de kaak te stellen.

## Wetgeving in België
Verhoren worden in België geregeld door artikel 47bis van het Wetboek van Strafvordering. Deze regeling kwam tot stand na het bekende Salduz-arrest van het Europees Hof voor de Rechten van de Mens van 2008.
Het maakt een onderscheid tussen vier categorieën van verhoorden:
1. getuigen van het misdrijf aan wie geen misdrijf ten laste wordt gelegd;
2. verdachten van een misdrijf waarvoor geen voorlopige hechtenis mogelijk is;
3. verdachten van een misdrijf waarvoor voorlopige hechtenis wel mogelijk is;
4. verdachten van een misdrijf die in voorlopige hechtenis zitten.

Elke categorie krijgt zijn eigen rechten toebedeeld. Verdachten beschikken over  meer rechten dan getuigen. Elke ondervraagde heeft evenwel het recht op bijstand van een advocaat.